# (3978) Klepešta
(3978) Klepešta est un astéroïde de la ceinture principale.

## Description
(3978) Klepešta est un astéroïde de la ceinture principale. Il fut découvert le 7 novembre 1983 à l'Observatoire Kleť par Zdeňka Vávrová. Il présente une orbite caractérisée par un demi-grand axe de 2,88 UA, une excentricité de 0,01 et une inclinaison de 12,2° par rapport à l'écliptique.

## Compléments